# Лаге-Вюрсхе
Лаге-Вюрсхе (нід. Lage Vuursche, нід. вимова: [ˈlaːɣə ˈvyːrsə]) — село в нідерландській провінції Утрехт. Входить до муніципалітету Барн.
До 1857 року мало статус окремого муніципалітету.